# Praxis Pietatis Melica

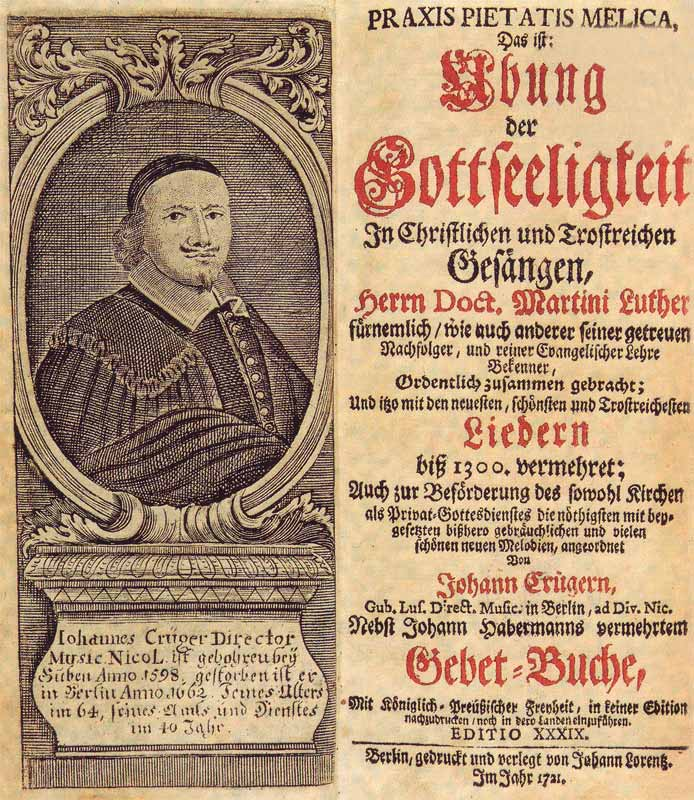
Praxis Pietatis Melica, Titelblatt der 39. Auflage, 1721

Praxis Pietatis Melica, das ist: Übung der Gottseligkeit in christlichen und trostreichen Gesängen, ist der Titel eines der bedeutendsten protestantischen geistlichen Gesangbücher des 17. Jahrhunderts, das bis Mitte des 18. Jahrhunderts in fast 50 Auflagen erschien. Es wurde von dem Komponisten Johann Crüger (1598–1662), Kantor der St.-Nicolai-Kirche in Berlin, herausgegeben und war sowohl für den Gebrauch im kirchlichen Gottesdienst wie für Hausandachten und private Erbauung bestimmt.
1640 gab er die Liedersammlung Newes vollkömliches Gesangbuch heraus, die neben den Kernliedern der Reformation, vor allem Martin Luthers, neue von Crüger komponierte Melodien hauptsächlich zu Texten von Johann Heermann enthielt. Ab der zweiten Ausgabe von 1647 erschien sie unter dem Titel Praxis Pietatis Melica (lat.: „Musikalische Übung der Frömmigkeit“) und enthielt danach von Ausgabe zu Ausgabe mehr Texte von Paul Gerhardt.

## Lieder von Paul Gerhardt
1643 hatte Crüger den Lieddichter Paul Gerhardt kennengelernt, der nach Berlin gegangen war, um eine Pfarrstelle anzutreten. Die Praxis Pietatis Melica wurde eine Hauptquelle für die Erstveröffentlichung von Liedtexten Gerhardts, der selbst keine Liedsammlungen herausgab. Die Ausgabe von 1647 enthielt 18 Texte Gerhardts, 1653 kamen 64 Texte hinzu. In der 10. Auflage von 1661, Crügers Ausgabe letzter Hand, kamen nochmals 8 Texte hinzu.
2. Auflage 1647:
- Warum machet solche Schmerzen
- Ein Lämmlein geht und trägt die Schuld
- O Welt, sieh hier dein Leben
- O Mensch, beweine deine Sünd
- Auf auf, mein Herz, mit Freuden
- O du allersüß’ste Freude
- Gott Vater, sende deinen Geist
- Wach auf, mein Herz, und singe
- Nun ruhen alle Wälder
- Weg, mein Herz, mit den Gedanken
- Herr, höre, was mein Mund
- Nach dir, o Herr, verlanget mich
- Zweierlei bitt ich von dir
- O Gott, mein Schöpfer, edler Fürst
- Ich erhebe, Herr, zu dir
- Nicht so traurig, nicht so sehr
- Ich hab in Gottes Herz und Sinn
- Nun danket all und bringet Ehr
- Mein Gott, ich habe mir

5. Auflage 1653:
- Wie soll ich dich empfangen
- Warum willst du draußen stehen
- Wir singen dir, Immanuel
- O Jesu Christ, dein Kripplein ist
- Fröhlich soll mein Herze springen
- Ich steh an deiner Krippen hier
- Nun laßt uns gehn und treten
- Siehe, mein getreuer Knecht
- Hör an, mein Herz, die sieben Wort
- Als Gottes Lamm und Leue
- Des Heil. Bernhardi Passions-Salve an die Gliedmaßen Christi (4 von 7 Gliedmaßen)
- Nun freut euch hier und überall
- Sei fröhlich alles weit und breit
- Zeuch ein zu deinen Toren
- Was alle Weisheit in der Welt
- Lobet den Herren alle, die ihn fürchten
- Geh aus, mein Herz, und suche Freud
- Nun ist der Regen hin
- Nun geht frisch drauf, es geht nach Haus
- Ein Weib, das Gott den Herren liebt
- Ich weiß, mein Gott, daß all mein Tun
- Ich danke dir demütiglich
- O Jesu Christ, mein schönstes Licht
- Wohl dem Menschen, der nicht wandelt
- Hört an, ihr Völker, hört doch an
- Wohl dem, der den Herren scheuet
- Ist Ephraim nicht meine Kron?
- Was soll ich doch, o Ephraim
- Kommt, ihr traurigen Gemüter
- Herr, der du vormals hast dein Land
- Ich hab oft bei mir selbst gedacht
- Du bist ein Mensch, das weißt du wohl
- Du liebe Unschuld du, wie schlecht wirst du geacht’t
- Ich habs verdient, was will ich doch
- Ach treuer Gott, barmherzigs Herz
- Barmherzger Vater, höchster Gott
- Was Gott gefällt, mein frommes Kind
- Schwing dich auf zu deinem Gott
- Ist Gott für mich, so trete
- Warum sollt ich mich denn grämen?
- Befiehl du deine Wege
- Noch dennoch mußt du drum nicht ganz
- Wie lang, o Herr, wie lange soll
- Gott ist mein Licht, der Herr mein Heil
- Wie der Hirsch im großen Dürsten
- Sei wohlgemut, o Christenseel
- Wer unterm Schirm des Höchsten sitzt
- Wie ist so groß und schwer die Last
- Gott Lob! Nun ist erschollen
- Sollt ich meinem Gott nicht singen?
- Wer wohlauf ist und gesund
- Ich singe dir mit Herz und Mund
- Auf den Nebel folgt die Sonne
- Der Herr, der aller Enden
- Ich preise dich und singe
- Ich will erhöhen immerfort
- Ich will mit Danken kommen
- Das ist mir lieb, daß Gott, mein Hort
- Du meine Seele, singe
- Die Zeit ist nunmehr nah

1656:
- Des Heil. Bernhardi Passions-Salve an die Gliedmaßen Christi
  - erstmals alle 7 Gliedmaßen mit dem Abschluss O Haupt voll Blut und Wunden

1661:
- Also hat Gott die Welt geliebt
- Herr, aller Weisheit Quell und Grund
- Jesu, allerliebster Bruder
- Geduld ist euch vonnöten

1666:
- Schaut, schaut, was ist für Wunder dar?
- Kommt und laßt uns Christum ehren
- Alle, die ihr, Gott zu ehren
- Die güldne Sonne voll Freud und Wonne
- Der Tag mit seinem Lichte
- O Herrscher in dem Himmelszelt
- Voller Wunder, voller Kunst
- Wie schön ists doch, Herr Jesu Christ
- Herr, ich will gar gerne bleiben
- Herr, du erforschest meinen Sinn
- Was trotzest du, stolzer Tyrann?
- Herr, was hast du im Sinn?
- Gib dich zufrieden und sei stille
- Meine Seele ist in der Stille
- Merkt auf, merkt, Himmel, Erde
- Ich, der ich oft in tiefes Leid
- Ich bin ein Gast auf Erden
- Was trauerst du, mein Angesicht

1666/67 (?):
- Ich danke dir mit Freuden

1667:
- Du Volk, das du getaufet bist
- Herr Jesu, meine Liebe
- Wie ist es möglich, höchstes Licht?
- O Tod, o Tod, du greulichs Bild
- Herr Gott, du bist ja für und für
- Ich weiß, daß mein Erlöser lebt